# Laurel (Washington)
Laurel es un área no incorporada ubicada en el condado de Whatcom en el estado estadounidense de Washington.

## Geografía
Laurel se encuentra ubicado en las coordenadas 48°51′18″N 122°29′9″O / 48.85500, -122.48583.